# Steinkreis von Balgarthno

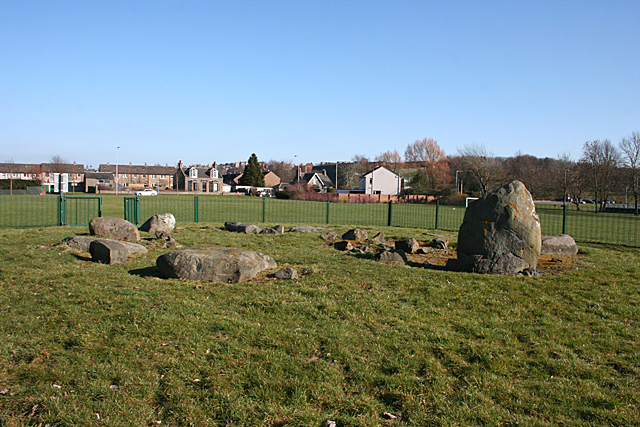
Steinkreis von Balgarthno

Der eingezäunte Steinkreis von Balgarthno (auch Farm of Corn, Liff Railway Station oder Myrekirk genannt) liegt auf einer Wiese südlich der Autobahn A90 (Kinksway West) im Westen von Dundee in Angus in Schottland.
Der Steinkreis von Balgarthno hat etwa 6,1 m Durchmesser und ist ein geschütztes Denkmal. Der etwa 2300 v. Chr. entstandene Recumbent Stone Circle (RSC) ist ein Kreis mit einem liegenden Stein und als solcher das südlichste Beispiel für einen RSC in Tayside. Das durch Abwitterung und Vandalismus beschädigte Denkmal ist ohne den liegenden Stein mit neun der ursprünglichen, heute jedoch umgeworfenen bzw. verlagerten Kreissteinen erhalten. Hier gefundene Jade- und Feuersteinfragmente befinden sich im National Museum of Scotland.